# Ville de Glenorchy
La Ville de Glenorchy (City of Glenorchy) est une zone d'administration locale de type city dans la banlieue nord d'Hobart en Tasmanie en Australie.